# Parathalassoalaimus sabulicola
Parathalassoalaimus sabulicola är en rundmaskart som beskrevs av Allgen 1929. Parathalassoalaimus sabulicola ingår i släktet Parathalassoalaimus och familjen Desmodoridae. Arten är reproducerande i Sverige. Inga underarter finns listade i Catalogue of Life.